# Berwick (Maine)
Berwick ist eine Town im York County im US-Bundesstaat Maine. Im Jahr 2020 lebten dort 7950 Einwohner in 3200 Haushalten auf einer Fläche von 98,06 km².

## Geographie
Nach dem United States Census Bureau hat Berwick eine Gesamtfläche von 98,06 km², von der 97,18 km² Land sind und 0,88 km² aus Gewässern bestehen.

### Geographische Lage
Berwick liegt im Südwesten des York Countys und grenzt an New Hampshire. Große Flüsse, die die Town durchziehen, sind der Salmon Falls River, der auch die Grenze zu New Hampshire bildet und der Little River. Im Norden befindet sich der Murdock Lake und im Osten der Beaver Dam Pond. Das Gebiet ist eher eben, ohne größere Erhebungen.

### Nachbargemeinden
Alle Entfernungen sind als Luftlinien zwischen den offiziellen Koordinaten der Orte aus der Volkszählung 2010 angegeben.
- Norden: Lebanon, 12,6 km
- Osten: North Berwick, 7,7 km
- Süden: South Berwick, 10,6 km
- Südwesten: Rollinsford, Strafford County, New Hampshire, 8,8 km
- Westen: Somersworth, Strafford County, New Hampshire, 6,3 km
- Nordwesten: Rochester, Strafford County, New Hampshire, 10,9 km

### Stadtgliederung
In Berwick gibt mehrere Siedlungsgebiete: Berwick, Blackberry Hill, Cummings und Doughty's Falls.

### Klima
Die mittlere Durchschnittstemperatur in Berwick liegt zwischen −6,1 °C (21 °F) im Januar und 20,6 °C (69 °F) im Juli. Damit ist der Ort gegenüber dem langjährigen Mittel der USA um etwa 9 Grad kühler. Die Schneefälle zwischen Oktober und Mai liegen mit bis zu zweieinhalb Metern mehr als doppelt so hoch wie die mittlere Schneehöhe in den USA; die tägliche Sonnenscheindauer liegt am unteren Rand des Wertespektrums der USA.

## Geschichte
In Berwick startete im Jahr 1631 die Besiedlung, als sich der erste aus Europa stammende Siedler namens Ambrose Gibbens hier niederließ. Gibbens stammte aus England und erreichte Nordamerika im Jahr 1630. Er erforschte das Gebiet der Laconia Company, kam im Jahr 1631 zurück und gründete eine Ansiedlung in Newichawannok, dem späteren Old Berwick, in der Nähe der Quampeagan Falls im Jahr 1631. Im folgenden Jahr zogen auch seine Frau und seine Tochter zu ihm. In einem aus dem Jahr 1633 überlieferter Brief von Gibbens erklärt er, er würde weit weg von Nachbarn leben und das zu seinem Haushalt seine Familie und vier weitere Männer gehören würden. Vermutlich handelte es sich bei den vier Männern um Arbeiter. Er errichtete bei Newichawannok einen Handelsposten. mit einem Lagerhaus, einer großen Wohnung, umgeben mit Palisaden und einem Vorrat an Munition zum Schutz gegen Angriffe der Ureinwohner.
Das Gebiet war bei frühen Siedlern aufgrund des großen Kiefernbestandes beliebt. So wurde in Newichawannok am Great Works River das erste Sägewerk Amerikas errichtet, genannt Gibbens' Sawmill. Schnell stieg die Zahl der Sägewerke auf 18 und die Gegend wurde von den Indianern Ort der großen Werke genannt. Die Siedlung wuchs und neben der Holzwirtschaft und dem Handelsposten lebten die Bewohner auch von Bootsbau, Fischerei, Jagd und Landwirtschaft.
Als erste Stadt in Maine wurde im Jahr 1647 die Siedlung eingemeindet. Old Kittery umfasste das heutige Eliot, South Berwick, North Berwick und Berwick. Newichawannok (Old Berwick) wurde zu Unity. Diese Gemeinde wurde manchmal als Kittery Commons und Kittery, North Parish bezeichnet. Schließlich hörten die Einwohner dieses Gebiets auf, den Namen Unity zu verwenden, und ihre Aufzeichnungen bezeichneten dieses Gebiet als Barwick.
Im Jahr 1716 wurde Land für die Gründung von Kittery abgetreten, South Berwick wurde 1814 herausgelöst, North Berwick im Jahr 1831. Zusätzliches Land wurde an South Berwick in den Jahren 1841 und 1881 abgetreten und an North Berwick im Jahr 1875.
Die Town Berwick wurde am 9. Juni 1713 organisiert und benannt nach einer Gemeinde in Dorsetshire, England. Im Jahr 1785 wurde ein Gebiet, welches zunächst Woodman`s Grant, später Fox Ridge genannt wurde, hinzugenommen und im Jahr 1793 wurde das Gebiet an Shapleigh, heute Acton, abgegeben. Ein Teil von Sanford wurde 1787 hinzugenommen und ein Teil von Shapleigh im Jahr 1825.
Die Hauptsiedlung liegt auf der Ostseite des Salmon Falls River. Sie ist mit Somersworth, New Hampshire, mit einer Brücke verbunden.

### Einwohnerentwicklung
| Volkszählungsergebnisse – Town of Berwick, Maine | Volkszählungsergebnisse – Town of Berwick, Maine | Volkszählungsergebnisse – Town of Berwick, Maine | Volkszählungsergebnisse – Town of Berwick, Maine | Volkszählungsergebnisse – Town of Berwick, Maine | Volkszählungsergebnisse – Town of Berwick, Maine | Volkszählungsergebnisse – Town of Berwick, Maine | Volkszählungsergebnisse – Town of Berwick, Maine | Volkszählungsergebnisse – Town of Berwick, Maine | Volkszählungsergebnisse – Town of Berwick, Maine | Volkszählungsergebnisse – Town of Berwick, Maine |
| Jahr                                             | 1700                                             | 1710                                             | 1720                                             | 1730                                             | 1740                                             | 1750                                             | 1760                                             | 1770                                             | 1780                                             | 1790                                             |
| ------------------------------------------------ | ------------------------------------------------ | ------------------------------------------------ | ------------------------------------------------ | ------------------------------------------------ | ------------------------------------------------ | ------------------------------------------------ | ------------------------------------------------ | ------------------------------------------------ | ------------------------------------------------ | ------------------------------------------------ |
| Einwohner                                        |                                                  |                                                  |                                                  |                                                  |                                                  |                                                  |                                                  |                                                  |                                                  | 3894                                             |
| Jahr                                             | 1800                                             | 1810                                             | 1820                                             | 1830                                             | 1840                                             | 1850                                             | 1860                                             | 1870                                             | 1880                                             | 1890                                             |
| Einwohner                                        | 3891                                             | 4455                                             | 2736                                             | 3168                                             | 1698                                             | 2121                                             | 2155                                             | 2291                                             | 2774                                             | 2294                                             |
| Jahr                                             | 1900                                             | 1910                                             | 1920                                             | 1930                                             | 1940                                             | 1950                                             | 1960                                             | 1970                                             | 1980                                             | 1990                                             |
| Einwohner                                        | 2280                                             | 2098                                             | 2057                                             | 1961                                             | 1971                                             | 2166                                             | 2738                                             | 3136                                             | 4149                                             | 5995                                             |
| Jahr                                             | 2000                                             | 2010                                             | 2020                                             | 2030                                             | 2040                                             | 2050                                             | 2060                                             | 2070                                             | 2080                                             | 2090                                             |
| Einwohner                                        | 6353                                             | 7246                                             | 7950                                             |                                                  |                                                  |                                                  |                                                  |                                                  |                                                  |                                                  |

## Kultur und Sehenswürdigkeiten

### Bauwerke
In Berwick wurden mehrere Bauwerke unter Denkmalschutz gestellt und ins National Register of Historic Places aufgenommen.
- Berwick High School, 2012 unter der Register-Nr. 11001059.[9]
- Memorial Chapel, 2018 unter der Register-Nr. 100002594.[10]

## Wirtschaft und Infrastruktur

### Verkehr
Die Maine State Route 9 verläuft in westöstlicher Richtung durch Berwick und verbindet es mit North Berwick im Osten und Somersworth im Westen. Von ihr zweigt im Ortskern von Berwick die Maine State Route 296 in südliche Richtung nach South Berwick ab. Durch den südlichen Teil des Gebietes verläuft die Maine State Route 4 von South Berwick nach North Berwick.

### Öffentliche Einrichtungen
In Berwick gibt es keine medizinischen Einrichtungen. Die nächstgelegenen befinden sich in Rochester, Dover und Somersworth.
In Berwick befindet sich die 1987 gegründete Berwick Public Library an der Old Hill Pine Road.

### Bildung
Berwick gehört mit Lebanon und North Berwick zum Schulbezirk MSAD 60.
Im Schulbezirk werden folgende Schulen angeboten:
- Lebanon & Hanson Elementary Schools in Lebanon mit Schulklassen von Kindergarten bis zum 5. Schuljahr
- North Berwick Elementary School in North Berwick mit Schulklassen von Kindergarten bis zum 5. Schuljahr
- Vivian E. Hussey School in Berwick mit Schulklassen von Kindergarten bis zum 3. Schuljahr
- Eric L. Knowlton School in Berwick mit Schulklassen vom 4. bis 5. Schuljahr
- Noble Middle School in Berwick mit Schulklassen vom 6. bis 7. Schuljahr
- Noble High School in North Berwick mit Schulklassen vom 8. bis 12. Schuljahr
- Mary Hurd Academy in North Berwick mit Schulklassen vom 6. bis 12. Schuljahr, eine alternative Schule mit den Schwerpunkten Kernakademik, erfahrungsorientierte Lernmöglichkeiten und positive Verhaltensunterstützung

## Persönlichkeiten

### Söhne und Töchter der Stadt
- James Sullivan (1744–1808), Bibliothekar
- Daniel B. Allyn (* 1959), General